# Hans Stacey

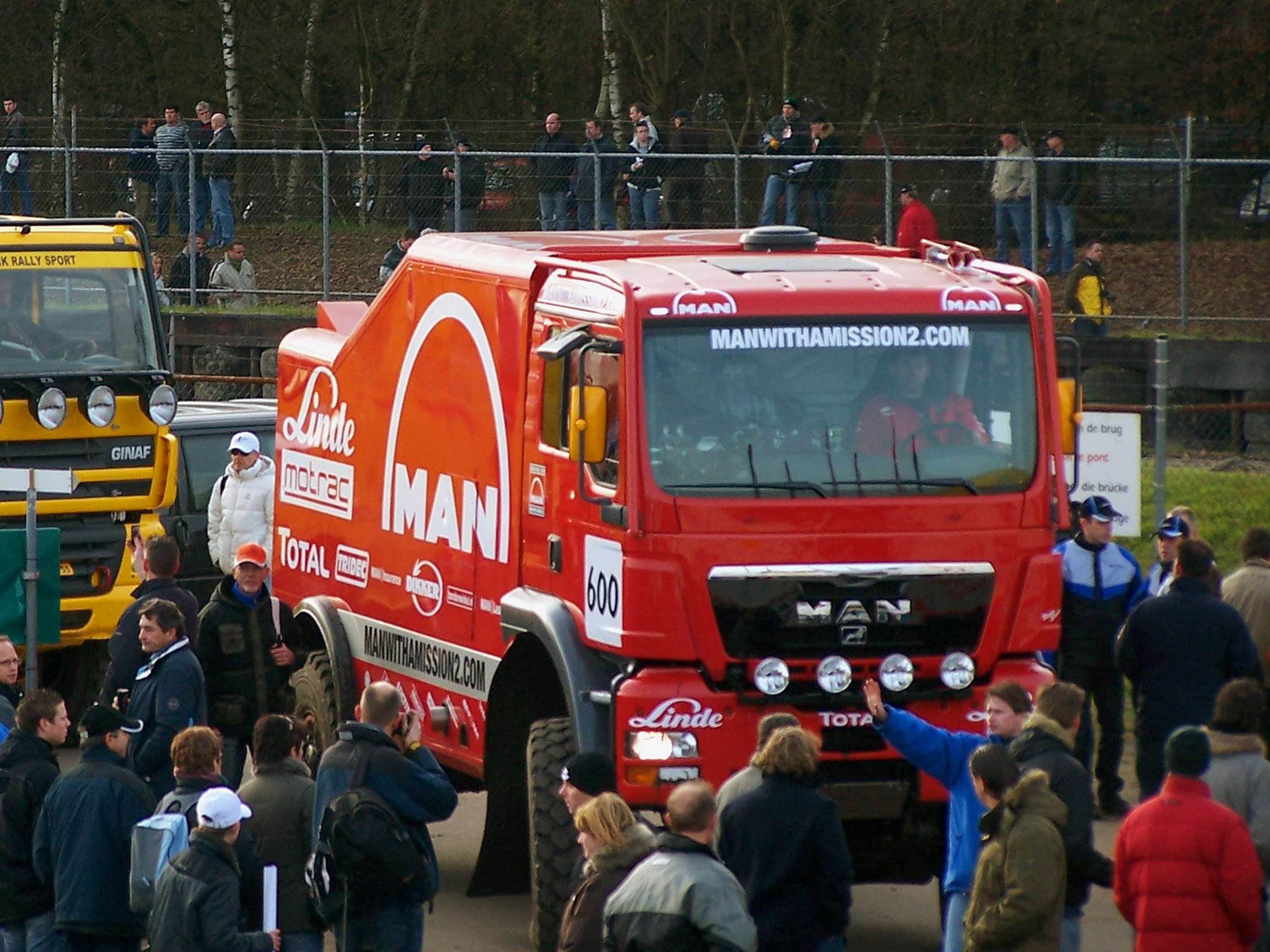
Hans Staceys MAN TGS

Hans Stacey (* 9. März 1958 in Eindhoven) ist ein niederländischer Rallye- und Rallye-Raid-Fahrer aus Best. Sein Spitzname lautet „Racey Stacey“.
Stacey nahm jahrelang an der Niederländischen Rallyemeisterschaft teil und wurde 1991 und 1992 auf einem Mitsubishi Galant VR-4 Niederländischer Rallyemeister. 1997 gewann er die Internationale Niederländische Rallyemeisterschaft auf einem Ford Escort RS Cosworth und 2001 auf einem Subaru Impreza WRC.
Hans Stacey startete sporadisch auch bei Läufen zur Rallye-Weltmeisterschaft. Er wurde 1995 bei der Rallye Katalonien Zweiter der Gruppe N. 1999 gelang ihm der Klassensieg bei der Rallye Großbritannien. Zudem siegte er rund 50 Mal in der Gruppe N und in der Gruppe A bei Läufen zur Rallye-Europameisterschaft.
Seit 2004 nimmt Stacey an der Rallye Dakar teil. Er startete zu Beginn mit einem DAF, ein Jahr später mit einem MAN in der Lastwagenklasse. Bei der Rallye Dakar 2007 gelang Stacey erstmals der Gesamtsieg. Damit trat er in die Fußstapfen seines Onkels Jan de Rooy, der genau 20 Jahre zuvor als letzter Niederländer die Truck-Kategorie der Rallye Dakar 1987 gewinnen konnte.
Ein Jahr später wollte Stacey mit seinem neuen MAN TGS diesen Erfolg verteidigen, doch wurde die Rallye Dakar 2008 wegen Terrorismusgefahr abgesagt. Im selben Jahr siegte er bei der Mitteleuropa-Rallye, der Ersatzveranstaltung der Rallye Dakar, und bei der Transsyberia Rallye. Bei der Rallye Dakar 2009 fiel er auf der sechsten Etappe aus.